# Universiteit van Fribourg
De Universiteit van Fribourg (Frans: Université de Fribourg, Duits: Universität Freiburg) is een universiteit in Fribourg, Zwitserland. Het is de enige tweetalige universiteit van het land, mede doordat ze zich op de taalgrens tussen het Franstalige en Duitstalige deel van Zwitserland bevindt. Ze werd in 1889 zowel als staatsuniversiteit als katholieke universiteit opgericht.

## Geschiedenis
De Universiteit van Fribourg werd in 1889 door Georges Python opgericht als katholieke staatsuniversiteit. In 1909 was de Luxemburgse taalkundige en schooldirectrice Marie Speyer (1880-1914) de eerste vrouw die doctoreerde aan de Universiteit van Fribourg.

## Faculteiten
De universiteit bestaat uit vijf faculteiten:
- Faculteit der Geesteswetenschappen
- Faculteit der Natuurwetenschappen
- Faculteit der Economische en Sociale wetenschappen
- Faculteit der Rechtsgeleerdheid
- Faculteit der Katholieke theologie

De Faculteit der Rechtsgeleerdheid is de op een na grootste van Zwitserland, na die van de Universiteit van Zürich.

## Professoren
Onder meer volgende personen waren actief als professoren aan de Universiteit van Fribourg:
- Louis Carlen (1929-2022), jurist[4]
- Laure Dupraz (1896-1967), pedagoge
- Vincent Gottofrey (1862-1919), jurist, rechter en politicus[5]
- Johann Jakob Hess (1866-1949), egyptoloog en assyrioloog[6]
- Lilly Kahil (1926-2002), archeologe[7]
- Hugo Obermaier (1877-1946), prehistoricus en paleontoloog[8]

## Alumni
Onder meer volgende personen studeerden aan de Universiteit van Fribourg:
- Teresa Bontempi (1883-1968), lerares, onderwijsinspectrice, redactrice en irredentiste
- Anton Cottier (1943-2006), politicus[9]
- Jeanne Niquille (1894-1970), historica en archivaris
- Heinrich Oechslin (1913-1985), rechter en politicus[10]
- Marie Speyer (1880-1914), Luxemburgse taalkundige en schooldirectrice[3]

## Eredoctoraten
- 1907: Vincent Gottofrey (1862-1919), jurist, rechter en politicus[5]
- 1911: Georges Python (1856-1927), advocaat, rechter, bestuurder, docent en politicus, oprichter van de universiteit[1][2]